# Hovslund Stationsby
Hovslund Stationsby (deutsch Haberslund Bahnhof) ist ein Ort mit 294 Einwohnern (1. Januar 2023) im Norden der süddänischen Aabenraa Kommune. Hovslund Stationsby befindet sich (Luftlinie) etwa 7 km nördlich von Rødekro, 11 km nordwestlich von Aabenraa und 16 km südwestlich von Haderslev im Øster Løgum Sogn.

## Geschichte
Im Jahre 1864 wurde ein Bahnhof 2,5 km südwestlich des Dorfes Hovslund gebaut, welcher am 1. Oktober desselben Jahres eingeweiht wurde. Er lag an der normalspurigen Bahnstrecke Fredericia–Flensburg zwischen Flensburg und Vojens. Um diesen Bahnhof entwickelte sich der Ort Hovslund Stationsby. Das Wort stationsby (wörtlich übersetzt Bahnhofsort, in der deutschen Sprache einfach als Bahnhof an den Ortsnamen angefügt) wurde an den Namen des bereits bestehenden Ortes Hovslund angehängt. 1971 wurde der Personenverkehr eingestellt, das Bahnhofsgebäude wurde abgerissen.
Am 1. Mai 1901 erreichte die schmalspurige Apenrader Kreis-Kleinbahn (AaAJ) mit der Strecke Apenrade–Lügumkloster Haberslund. Hier wurde ein Kopfbahnhof errichtet. Das Bahnhofsgebäude der Kleinbahn war zugleich Bahnhofsgasthaus. Die Kleinbahnstrecke wurde am 31. März 1926 eingestellt und abgerissen. Das Gebäude ist noch vorhanden.

## Galerie

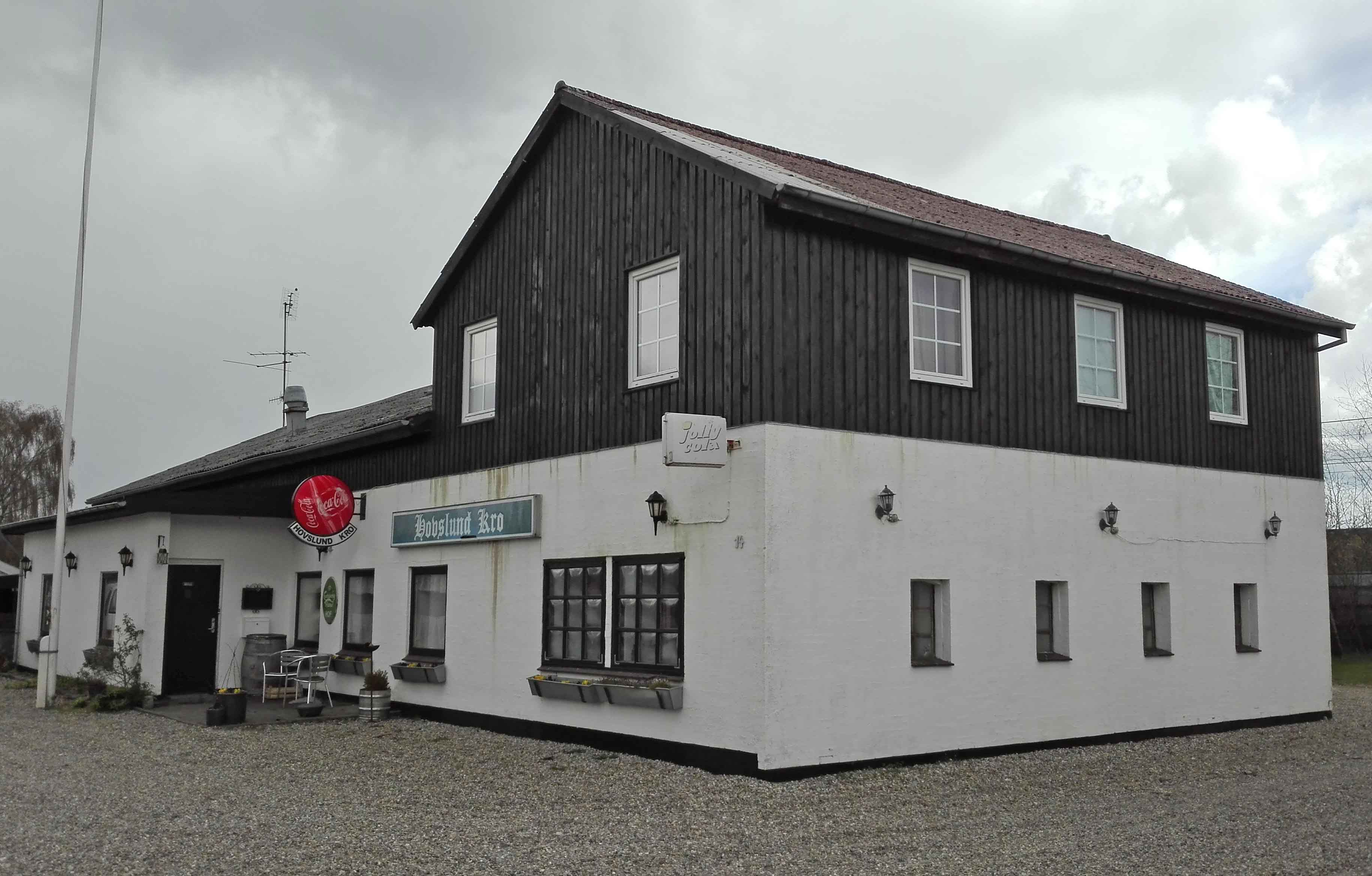
Bahnhofsgebäude der Kleinbahn, gleichzeitig Bahnhofswirtschaft (2017)
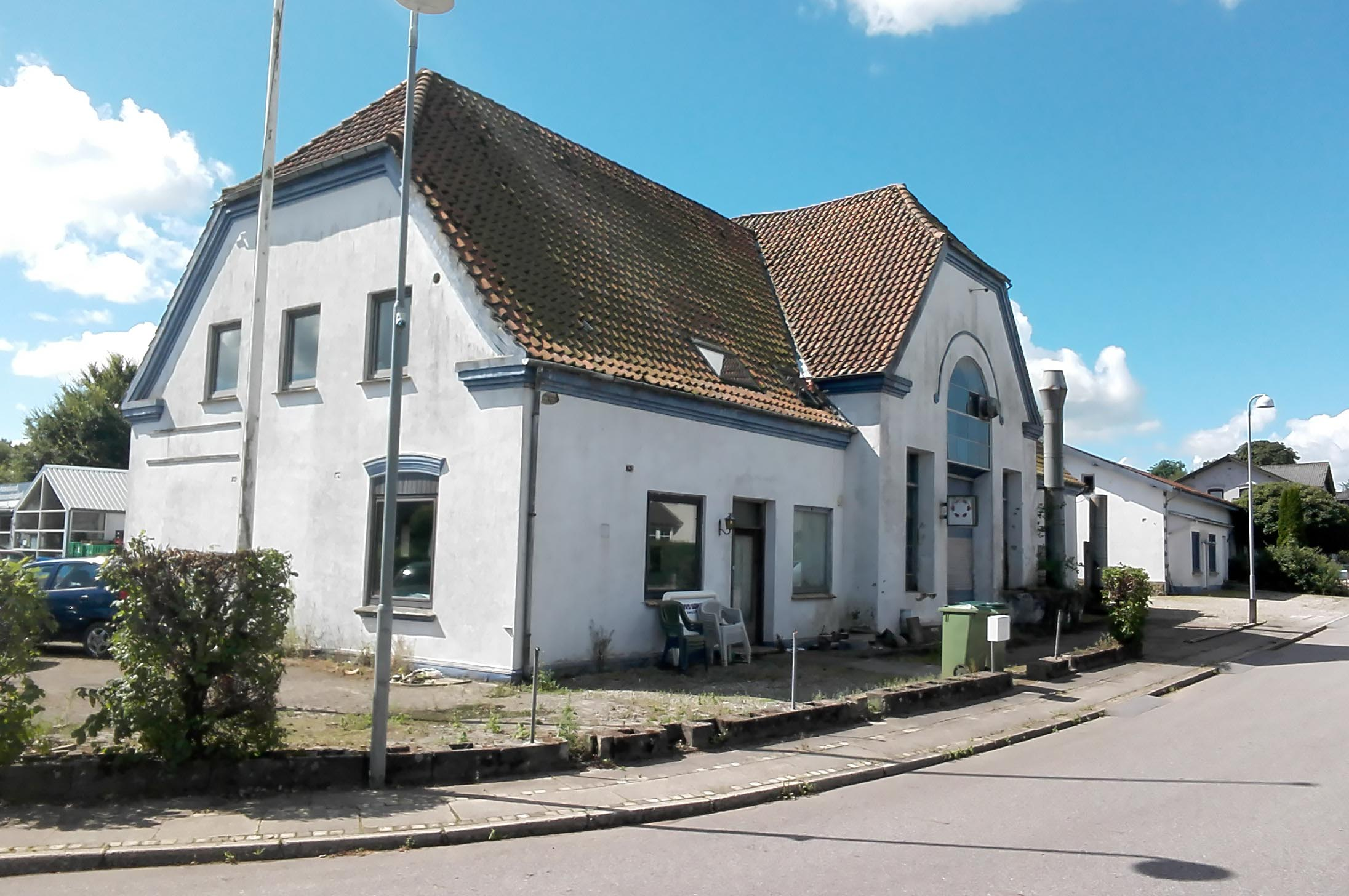
Alte Molkerei
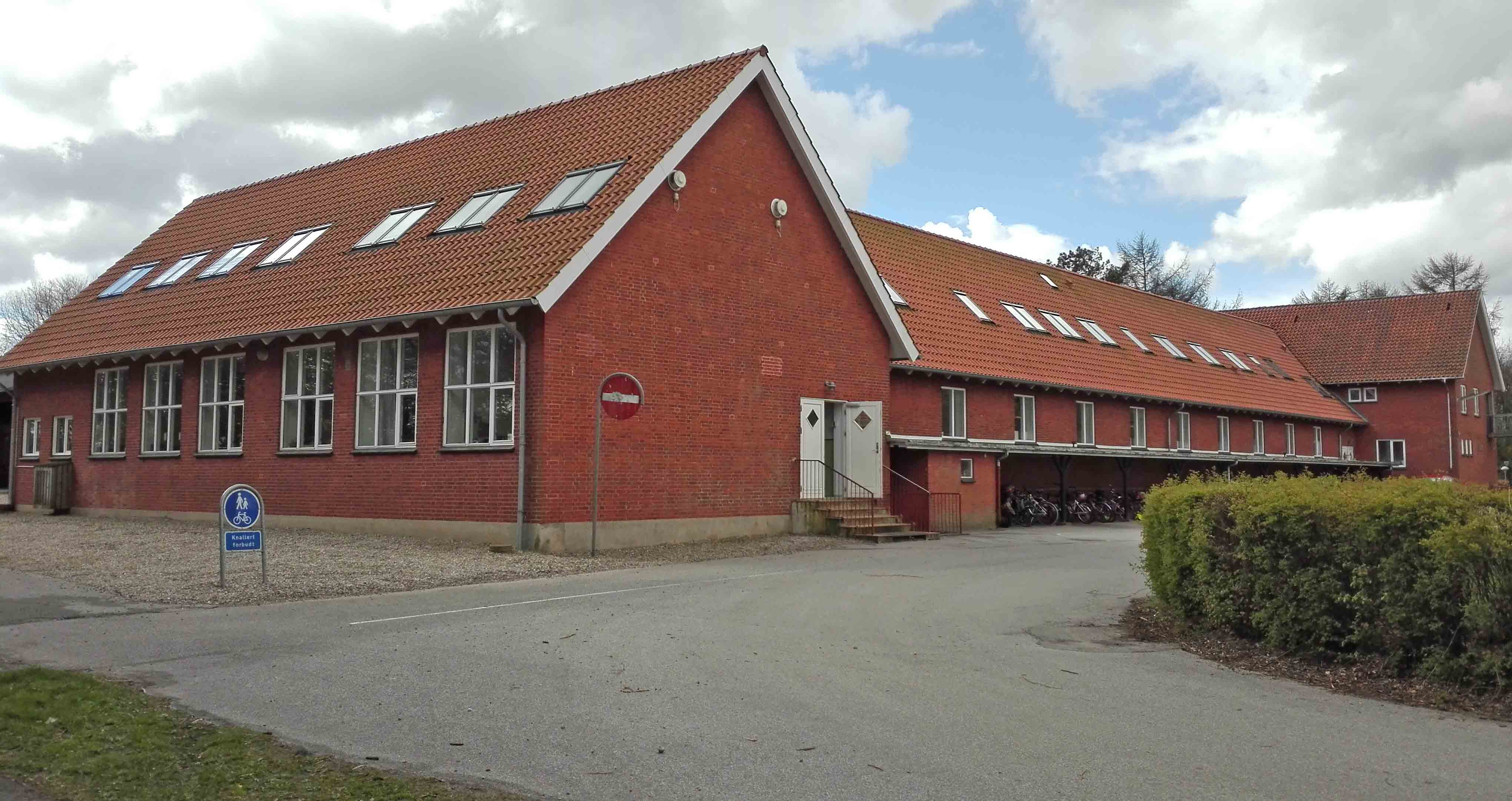
Hovslund Skole